# Oktober 2007
Oktober 2007 se je začel s ponedeljkom in se po 31 dneh končal na sredo. 

## Arhivirane novice
| oktober 2007 |
| - Predsednik vlade Združenega kraljestva Gordon Brown je prispel v Bagdad na svoj prvi obisk Iraka. (RTV SLO)(BBC) - Predsednik Južne Koreje Ro Mu Hjon se je na poti v Pjongjang, kjer se udeležuje pogovorov s severnokorejskim voditeljem Kim Džong Ilom, sprehodil prek demilitariziranega pasu Korejskega polotoka.(RTV SLO) (CNN) - Protivladni protesti v Mjanmaru 2007: Ibrahim Gambari, posebni odposlanec Združenih narodov, se je srečal z mjanmarskim generalom Tanom Švejem, da bi ustavil pobijanje upornikov. (The Guardian) - Mojca Kucler Dolinar je prevzela vodenje ministrstva za visoko šolstvo, znanost in tehnologijo Republike Slovenije in izrazila upanje za dobro medsebojno sodelovanje z visokošolskimi zavodi, predavatelji in študenti.(RTV SLO) |